# Championnats d'Europe féminins de judo 1986
Navigation
Édition précédente Édition suivante
La 12e édition des championnats d'Europe féminins de judo a eu lieu à Londres, au Royaume-Uni, du 14 au 16 mars 1986. Elle a marqué la fin de la dissociation entre épreuves masculines et féminines qui vont se dérouler désormais dans le cadre d'un même championnat.

Pour ce qui est de l’épreuve par équipes, elle a eu lieu les 4 et 5 octobre, en Yougoslavie, à Novi Sad, où elle a été disputée conjointement avec l’épreuve masculine (voir article connexe).

## Résultats
| Épreuves             | Or                           | Argent                                   | Bronze                                                    |
| -------------------- | ---------------------------- | ---------------------------------------- | --------------------------------------------------------- |
| - 48 kg super-légers | Karen Briggs Royaume-Uni     | Dolores Veguillas Espagne                | Fabienne Boffin France Anita van der Pas Pays-Bas         |
| - 52 kg mi-légers    | Dominique Maaoui-Brun France | Edith Hrovat Autriche                    | Loretta Doyle Royaume-Uni Joanna Majdan Pologne           |
| - 56 kg légers       | Béatrice Rodriguez France    | Domenica Soraci Italie                   | Maria Gontowicz-Szałas Pologne Ann Hughes Royaume-Uni     |
| - 61 kg mi-moyens    | Diane Bell Royaume-Uni       | Ann De Brabandere Belgique               | Céline Géraud France Gabi Ritschel Allemagne de l'Ouest   |
| - 66 kg moyens       | Brigitte Deydier France      | Alexandra Schreiber Allemagne de l'Ouest | Elisabeth Karlsson Suède Cristina Fiorentini Italie       |
| - 72 kg mi-lourds    | Irene de Kok Pays-Bas        | Barbara Claßen Allemagne de l'Ouest      | Laëtitia Meignan France Ingrid Berghmans Belgique         |
| + 72 kg lourds       | Beata Maksymow Pologne       | Sandra Bradshaw Royaume-Uni              | Regina Sigmund Allemagne de l'Ouest Isabelle Paque France |
| Toutes catégories    | Irene de Kok Pays-Bas        | Roswitha Hartl Autriche                  | Karin Kutz Allemagne de l'Ouest Christine Cicot France    |

## Tableau des médailles
| Rang | Nation               | Or | Argent | Bronze | Total |
| ---- | -------------------- | -- | ------ | ------ | ----- |
| 1    | France               | 3  | 0      | 5      | 8     |
| 2    | Royaume-Uni          | 2  | 1      | 2      | 5     |
| 3    | Pays-Bas             | 2  | 0      | 1      | 3     |
| 4    | Pologne              | 1  | 0      | 2      | 3     |
| 5    | Allemagne de l'Ouest | 0  | 2      | 3      | 5     |
| 6    | Autriche             | 0  | 2      | 0      | 2     |
| 7    | Italie               | 0  | 1      | 1      | 2     |
| 7    | Belgique             | 0  | 1      | 1      | 2     |
| 9    | Espagne              | 0  | 1      | 0      | 1     |
| 10   | Suède                | 0  | 0      | 1      | 1     |
|      |                      | 8  | 8      | 16     | 32    |

## Sources
- Podiums complets sur le site JudoInside.com.

- Podiums complets sur le site alljudo.net.

- Podiums complets sur le site Les-Sports.info.